# Palazzo Sassi Masini

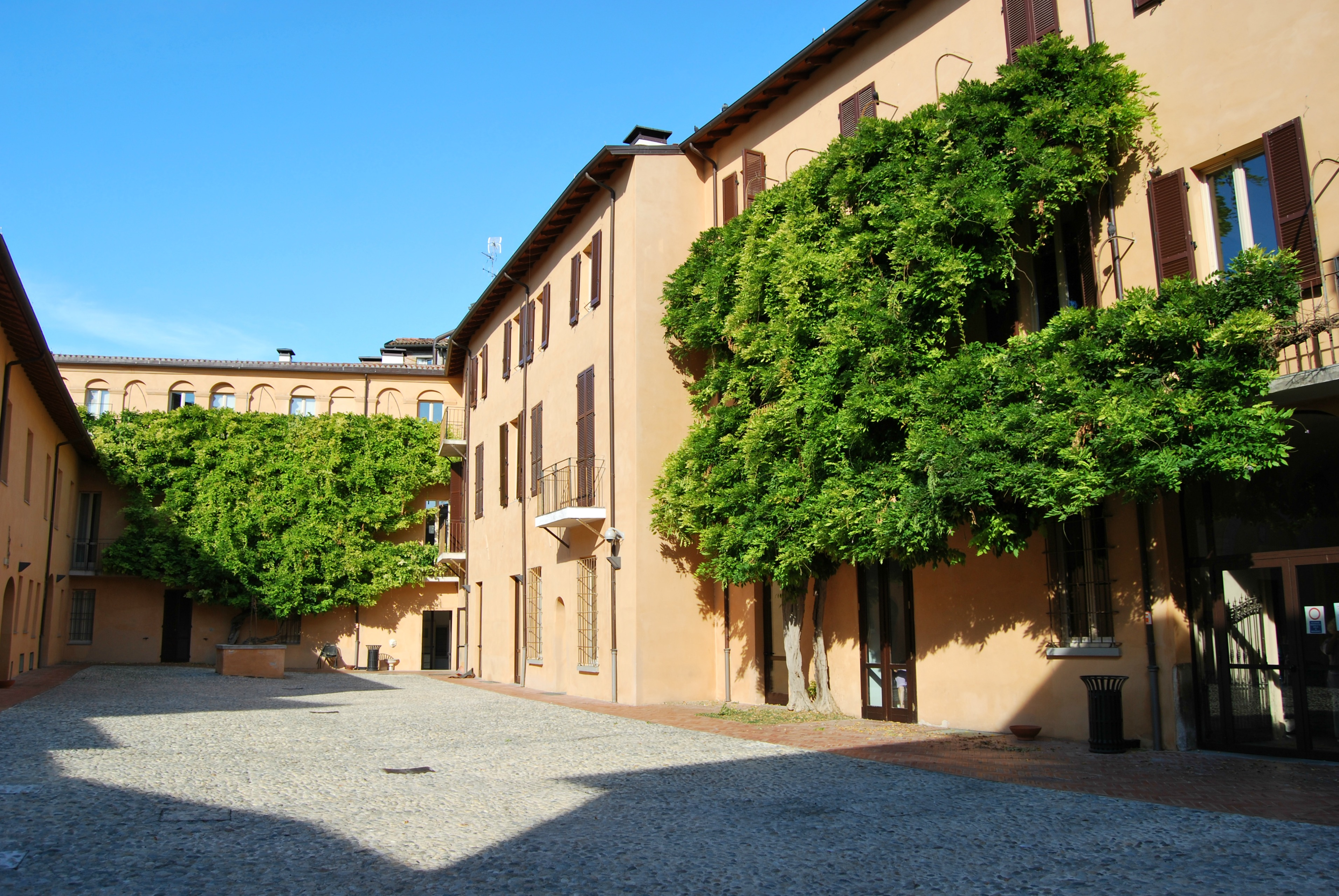
Innenhof des Palazzo Sassi Masini in Forlì mit den beiden Blauregen

Der Palazzo Sassi Masini ist ein Palast aus dem Ende des 17. Jahrhunderts im historischen Zentrum von Forlì in der italienischen Region Emilia-Romagna. Er liegt in der Via Piero Maroncelli 15 und wurde 2010 unter Leitung der städtischen Architektin Stefania Ponti und des städtischen Bauingenieurs Claudio Mandelli restauriert.

## Beschreibung
Der Palast besteht aus einem Komplex von hintereinander liegenden Gebäuden, die um einen Innenhof herum in unregelmäßiger Fächerform angeordnet sind. Von besonderer Bedeutung ist die Fassade des langen, gebogenen Gebäudes mit der Anmutung eines Wandschirms, die extra so gestaltet wurde, um dem Lauf der Straße zu folgen.

### Innenhof

#### Il Ratto di Proserpina
Ins Innere des Gebäudes gelangt man durch den Haupteingang und kann dann durch die Eingangshalle vor dem Hintergrund des Innenhofes in einer Nische die spektakuläre, mythologische Figurengruppe Il Ratto di Prosperina (dt.: Die Vergewaltigung der Proserpina) in Stuck sehen. Das Werk von 1818 stammt vermutlich von Francesco Andreoli aus Forlì, der durch die berühmte Figurengruppe von Gian Lorenzo Bernini inspiriert wurde. Diese Figurengruppe der Jungfrau, die von Pluton, dem Herrn des Hades, vergewaltigt wird, hat dazu geführt, dass das Gebäude früher auch mit dem Namen „Palast des Teufels“ belegt wurde. Die „Vergewaltigung der Proserpina“ wurde detailgenau restauriert, was durch die Fondazione Cassa dei Risparmi di Forlì finanziert wurde.

#### Die Bögen
Die Kulisse ist der eindrucksvollste Teil des Innenhofes: Zwei Bögen; der eine ermöglichte die Durchfahrt von Wagen, der andere war der Zugang zu den Wohnungen. Der Charme und Magie des Hofes werden, insbesondere während der Blüte, durch zwei Blauregen verstärkt, die einen großen Teil der Fassade bis zum Dach bedecken. Weitere zwei große Bögen schließen zu den Seiten hin den eindrucksvollen Innenhof, hinter denen das pittoreske Taubenhaus des dahinter liegenden Palazzo Guarini hervorsticht.

## Heutige Nutzung
Nach der Restaurierung dient das Gebäude als Wohnheim für Studenten der Universität. 120 Studenten können dort wohnen.